# جيفري د. براون
جيفري د. براون (بالإنجليزية: Jeffrey D. Brown)‏ هو منتج أفلام وكاتب سيناريو وكاتب ومخرج أمريكي، ولد في القرن العشرين في نيويورك في الولايات المتحدة.

## وصلات خارجية
- جيفري د. براون على موقع IMDb (الإنجليزية)
- جيفري د. براون على موقع ألو سيني (الفرنسية)
- جيفري د. براون على موقع أول موفي (الإنجليزية)
- جيفري د. براون على موقع قاعدة بيانات الفيلم (الإنجليزية)
- جيفري د. براون على موقع كينوبويسك (الروسية)